# Paul Mazursky
Irwin Lawrence "Paul" Mazursky (New York, 1930. április 25. – Los Angeles, 2014. június 30.) amerikai filmrendező, forgatókönyvíró és színész.
Összesen öt alkalommal jelölték Oscar-díjra, Bob és Carol és Ted és Alice (1969), A macskás öregúr (1974), Asszony férj nélkül (1978) és Ellenségek – Szerelmi történet (1989) című filmjeivel.
Egyéb, híresebb rendezései közé tartozik a Következő megálló: Greenwich Village (1976), a Moszkva a Hudson partján (1984), a Koldusbottal Beverly Hills-ben (1986), a Holdfény Parador felett (1988) és a Jelenetek egy áruházból (1991). 

## Filmográfia

### Film
Filmrendező, forgatókönyvíró és producer
| Év   | Magyar cím                           | Eredeti cím                     | Feladatkör | Feladatkör | Feladatkör | Megjegyzések            |
| Év   | Magyar cím                           | Eredeti cím                     | Rendező    | Író        | Producer   | Megjegyzések            |
| ---- | ------------------------------------ | ------------------------------- | ---------- | ---------- | ---------- | ----------------------- |
| 1962 |                                      | Last Year at Malibu             | Igen       | Nem        | Nem        | rövidfilm               |
| 1968 | Szeretlek, Alice B. Toklas!          | I Love You, Alice B. Toklas     | Nem        | Igen       | Vezető     | társíró: Larry Tucker   |
| 1969 | Bob és Carol és Ted és Alice         | Bob & Carol & Ted & Alice       | Igen       | Igen       | Nem        | társíró: Larry Tucker   |
| 1970 | Alex Csodaországban                  | Alex in Wonderland              | Igen       | Igen       | Nem        | társíró: Larry Tucker   |
| 1973 | Szerelmes Blume                      | Blume in Love                   | Igen       | Igen       | Igen       |                         |
| 1974 | A macskás öregúr                     | Harry and Tonto                 | Igen       | Igen       | Igen       | társíró: Josh Greenfeld |
| 1976 | Következő megálló: Greenwich Village | Next Stop, Greenwich Village    | Igen       | Igen       | Igen       |                         |
| 1978 | Asszony férj nélkül                  | An Unmarried Woman              | Igen       | Igen       | Igen       |                         |
| 1980 |                                      | Willie & Phil                   | Igen       | Igen       | Igen       |                         |
| 1982 | Vihar                                | Tempest                         | Igen       | Igen       | Igen       | társíró: Leon Capetanos |
| 1984 | Moszkva a Hudson partján             | Moscow on the Hudson            | Igen       | Igen       | Igen       | társíró: Leon Capetanos |
| 1986 | Koldusbottal Beverly Hills-ben       | Down and Out in Beverly Hills   | Igen       | Igen       | Igen       | társíró: Leon Capetanos |
| 1988 | Holdfény Parador felett              | Moon over Parador               | Igen       | Igen       | Igen       | társíró: Leon Capetanos |
| 1989 | Ellenségek – Szerelmi történet       | Enemies, A Love Story           | Igen       | Igen       | Igen       | társíró: Roger L. Simon |
| 1990 | Filofax, avagy a sors könyve         | Taking Care of Business         | Nem        | Nem        | Vezető     |                         |
| 1991 | Jelenetek egy áruházból              | Scenes from a Mall              | Igen       | Igen       | Igen       | társíró: Roger L. Simon |
| 1993 | Galaktikus uborka                    | The Pickle                      | Igen       | Igen       | Igen       |                         |
| 1996 | A hűtlenség ára                      | Faithful                        | Igen       | Nem        | Nem        |                         |
| 2006 |                                      | Yippee: A Journey to Jewish Joy | Igen       | Nem        | Igen       | dokumentumfilm          |
| 2010 |                                      | Hopelessly Devoted              | Nem        | Nem        | Vezető     | rövidfilm               |
| 2013 |                                      | Paul Mazursky's: It's All Crap  | Nem        | Nem        | Igen       | rövidfilm               |

Filmszínész
| Év   | Magyar cím                           | Eredeti cím                                     | Szerep                        | Magyar hang       |
| ---- | ------------------------------------ | ----------------------------------------------- | ----------------------------- | ----------------- |
| 1953 | Félelem és vágy                      | Fear and Desire                                 | Sidney                        |                   |
| 1955 | Tábladzsungel                        | Blackboard Jungle                               | Emmanuel Stoker               |                   |
| 1965 |                                      | Deathwatch                                      | Maurice                       |                   |
| 1968 | Szeretlek, Alice B. Toklas!          | I Love You, Alice B. Toklas                     | hippi                         |                   |
| 1969 | Bob és Carol és Ted és Alice         | Bob & Carol & Ted & Alice                       | kiabáló férfi                 |                   |
| 1970 | Alex Csodaországban                  | Alex in Wonderland                              | Hal Stern                     | Mikula Sándor     |
| 1973 | Szerelmes Blume                      | Blume in Love                                   | Kurt Hellman                  | Végvári Tamás     |
| 1974 | A macskás öregúr                     | Harry and Tonto                                 | prostituált                   |                   |
| 1976 | Következő megálló: Greenwich Village | Next Stop, Greenwich Village                    | castingrendező                |                   |
| 1976 | Csillag születik                     | A Star Is Born                                  | Brian Wexler                  | Konrád Antal      |
| 1978 | Asszony férj nélkül                  | An Unmarried Woman                              | Hal                           | Szilágyi Tibor    |
| 1979 | Egy férfi, egy nő és egy bank        | A Man, a Woman, and a Bank                      | Norman Barrie                 | Balázs Péter      |
| 1979 | Egy majdnem tökéletes kaland         | An Almost Perfect Affair                        | önmaga                        |                   |
| 1981 | Világtörténelem – 1. kötet           | History of the World: Part I                    | római katona                  |                   |
| 1982 | Vihar                                | Tempest                                         | Terry Bloomfield              | Maros Gábor       |
| 1984 | Moszkva a Hudson partján             | Moscow on the Hudson                            | Dave                          |                   |
| 1985 | Ármány és szőke                      | Into the Night                                  | Bud Herman                    | Hollósi Frigyes   |
| 1985 | Ármány és szőke                      | Into the Night                                  | Bud Herman                    | Csuja Imre        |
| 1986 | Koldusbottal Beverly Hills-ben       | Down and Out in Beverly Hills                   | Sidney Waxman                 | Orosz István      |
| 1988 | Holdfény Parador felett              | Moon over Parador                               | Momma (Carlotta Gerson néven) |                   |
| 1988 | Életem a kabaré                      | Punchline                                       | Arnold                        |                   |
| 1989 | A játék neve: Beverly Hills          | Scenes from the Class Struggle in Beverly Hills | Sidney Lipkin                 | Dobránszky Zoltán |
| 1989 | A játék neve: Beverly Hills          | Scenes from the Class Struggle in Beverly Hills | Sidney Lipkin                 | Fülöp Zsigmond    |
| 1989 | Ellenségek – Szerelmi történet       | Enemies, a Love Story                           | Leon Tortshiner               |                   |
| 1991 | Jelenetek egy áruházból              | Scenes from a Mall                              | Dr. Hans Clava                |                   |
| 1992 | Zűrös manus                          | Man Trouble                                     | Lee MacGreevy                 | Csuja Imre        |
| 1993 | Galaktikus uborka                    | The Pickle                                      | Butch Levine                  |                   |
| 1993 | Carlito útja                         | Carlito's Way                                   | Feinstein bíró                | Kardos Gábor      |
| 1994 | A sors útjai                         | Love Affair                                     | Herb Stillman                 | Cs. Németh Lajos  |
| 1995 | Miami rapszódia                      | Miami Rhapsody                                  | Vic Marcus                    | Kristóf Tibor     |
| 1996 | A hűtlenség ára                      | Faithful                                        | Mr. Susskind                  | Makay Sándor      |
| 1996 | Két nap a völgyben                   | 2 Days in the Valley                            | Teddy Peppers                 | Szokolay Ottó     |
| 1997 |                                      | Touch                                           | Artie                         |                   |
| 1998 | Nyomd a sódert!                      | Bulworth                                        | önmaga                        |                   |
| 1998 | Bolond szerelem                      | Why Do Fools Fall in Love                       | Morris Levy                   | Barbinek Péter    |
| 1998 | Z, a hangya                          | Antz                                            | pszichológus (hangja)         |                   |
| 1999 | Tűzforró Alabama                     | Crazy in Alabama                                | Walter Schwegmann             |                   |
| 2001 | Mi lenne, ha?                        | The Majestic                                    | stúdióvezető (hangja)         | Lázár Sándor      |
| 2001 |                                      | Big Shot's Funeral                              | stúdió főnöke                 |                   |
| 2001 |                                      | Do It for Uncle Manny                           | híres filmrendező             |                   |
| 2006 | Sajttársak                           | I Want Someone to Eat Cheese With               | Charlie Perlman               | Pálfai Péter      |
| 2006 | Csajozók társasága                   | Cattle Call                                     | Mandel bíró                   | Forgács Gábor     |
| 2011 | Kung Fu Panda 2.                     | Kung Fu Panda 2                                 | zenész nyúl (hangja)          |                   |
| 2018 | A szél másik oldala                  | The Other Side of the Wind                      | önmaga                        |                   |

### Televízió
Rendező, forgatókönyvíró és producer
| Év        | Cím                             | Feladatkör | Feladatkör | Megjegyzések        |
| Év        | Cím                             | Rendező    | Író        | Megjegyzések        |
| --------- | ------------------------------- | ---------- | ---------- | ------------------- |
| 1962      | The Rifleman                    | Nem        | Igen       | 1 epizód            |
| 1963–1967 | The Danny Kaye Show             | Nem        | Igen       | 14 epizód           |
| 1965      | The Cara Williams Show          | Nem        | Igen       | 1 epizód            |
| 1966–1968 | The Monkees                     | Nem        | Igen       | sorozat megalkotója |
| 1973      | Bob & Carol & Ted & Alice       | Nem        | Igen       | 12 epizód           |
| 1998      | Winchell                        | Igen       | Nem        | tévéfilm            |
| 2002      | Parttól partig (Coast to Coast) | Igen       | Nem        | tévéfilm            |

Színész (válogatott filmográfia)
| Év        | Magyar cím                 | Eredeti cím                 | Szerep                        | Megjegyzések                                  |
| --------- | -------------------------- | --------------------------- | ----------------------------- | --------------------------------------------- |
| 1960–1963 | Alkonyzóna                 | The Twilight Zone           | küldönc / rendőrtiszt / Frank | 3 epizód                                      |
| 1966      |                            | The Monkees                 | interjúztató                  | 1 epizód                                      |
| 1972      |                            | Getting Together            | Jackie Michel                 | 1 epizód                                      |
| 1995      | Frasier – A dumagép        | Frasier                     | Vinnie (hangja)               | 1 epizód                                      |
| 1996      |                            | Ink                         | Max Haskell                   | 1 epizód                                      |
| 1997      | A tömegpusztítás fegyverei | Weapons of Mass Distraction | Dr. Jonathon Cummings         | - tévéfilm - magyar hangja: - Várkonyi András |
| 1998      |                            | Winchell                    | Winchell apja                 | tévéfilm                                      |
| 1999      | Kritikus pont              | A Slight Case of Murder     | John Brant                    | tévéfilm                                      |
| 1999–2002 | Még egyszer és újra        | Once and Again              | Phil Brooks                   | 6 epizód                                      |
| 2000–2001 | Maffiózók                  | The Sopranos                | Sunshine                      | 2 epizód                                      |
| 2003      | Parttól partig             | Coast to Coast              | Stanley Tarto                 | - tévéfilm - magyar hangja: - Gruber Hugó     |
| 2004–2009 | Félig üres                 | Curb Your Enthusiasm        | Norm                          | 5 epizód                                      |
| 2011      |                            | Femme Fatales               | Jeffries börtönigazgató       | 2 epizód                                      |

## Fordítás
- Ez a szócikk részben vagy egészben  a   Paul Mazursky című angol Wikipédia-szócikk ezen változatának fordításán alapul.  Az eredeti cikk szerkesztőit annak laptörténete sorolja fel. Ez a jelzés csupán a megfogalmazás eredetét és a szerzői jogokat jelzi, nem szolgál a cikkben szereplő információk forrásmegjelöléseként.